# Schilbeidae
Gli Schilbeidae Bleeker, 1858 sono una famiglia di pesci ossei d'acqua dolce appartenenti all'ordine Siluriformes.

## Distribuzione e habitat
Questa famiglia è diffusa in Africa e nella parte meridionale dell'Asia.

## Descrizione
Questi Siluriformes sono tipicamente dotati di una breve pinna dorsale in molte specie seguita da una pinna adiposa. La pinna anale è invece molto lunga ma separata dalla pinna caudale, che è tipicamente biloba. Le pinne ventrali mancano in alcune specie. Sono presenti in genere 4 barbigli.
La specie di maggiori dimensioni è Silonia silondia che supera i 180 cm.

## Biologia
Sono ovipari.

## Pesca
Importanti per la pesca commerciale in molti Paesi africani e asiatici

## Specie
- Genere Ailia
  - Ailia coila
- Genere Ailiichthys
  - Ailiichthys punctata
- Genere Clupisoma
  - Clupisoma bastari
  - Clupisoma garua
  - Clupisoma longianalis
  - Clupisoma montana
  - Clupisoma naziri
  - Clupisoma nujiangense
  - Clupisoma prateri
  - Clupisoma roosae
  - Clupisoma sinense
- Genere Eutropiichthys
  - Eutropiichthys britzi
  - Eutropiichthys burmannicus
  - Eutropiichthys goongwaree
  - Eutropiichthys murius
  - Eutropiichthys salweenensis
  - Eutropiichthys vacha
- Genere Irvineia
  - Irvineia orientalis
  - Irvineia voltae
- Genere Laides
  - Laides hexanema
  - Laides longibarbis
- Genere Neotropius
  - Neotropius acutirostris
  - Neotropius atherinoides
  - Neotropius khavalchor
- Genere Parailia
  - Parailia congica
  - Parailia occidentalis
  - Parailia pellucida
  - Parailia somalensis
  - Parailia spiniserrata
- Genere Pareutropius
  - Pareutropius buffei
  - Pareutropius debauwi
  - Pareutropius longifilis
  - Pareutropius mandevillei
- Genere Platytropius
  - Platytropius siamensis
  - Platytropius yunnanensis
- Genere Proeutropiichthys
  - Proeutropiichthys buchanani
  - Proeutropiichthys macropthalmos
  - Proeutropiichthys taakree
- Genere Pseudeutropius
  - Pseudeutropius brachypopterus
  - Pseudeutropius indigens
  - Pseudeutropius mitchelli
  - Pseudeutropius moolenburghae
- Genere Schilbe
  - Schilbe angolensis
  - Schilbe banguelensis
  - Schilbe bocagii
  - Schilbe brevianalis
  - Schilbe congensis
  - Schilbe djeremi
  - Schilbe durinii
  - Schilbe grenfelli
  - Schilbe intermedius
  - Schilbe laticeps
  - Schilbe mandibularis
  - Schilbe marmoratus
  - Schilbe micropogon
  - Schilbe moebiusii
  - Schilbe multitaeniatus
  - Schilbe mystus
  - Schilbe nyongensis
  - Schilbe tumbanus
  - Schilbe uranoscopus
  - Schilbe yangambianus
  - Schilbe zairensis
- Genere Silonia
  - Silonia childreni
  - Silonia silondia
- Genere Siluranodon
  - Siluranodon auritus[2]